# Avenida de las Universidades
La avenida de las Universidades es una avenida ubicada en la villa de Bilbao. Se inicia en la confluencia del paseo Campo Volantín con la plaza de La Salve, bajo el puente de La Salve, y finaliza en la universidad de Deusto. Ubicada en la margen derecha de la ría de Bilbao, conecta con Abandoibarra a través de la pasarela Pedro Arrupe.

## Edificios de interés
Diversos edificios reseñables rodean la avenida de las Universidades:
- Universidad de Deusto.
- Residencia Fundadora Siervas de Jesús.

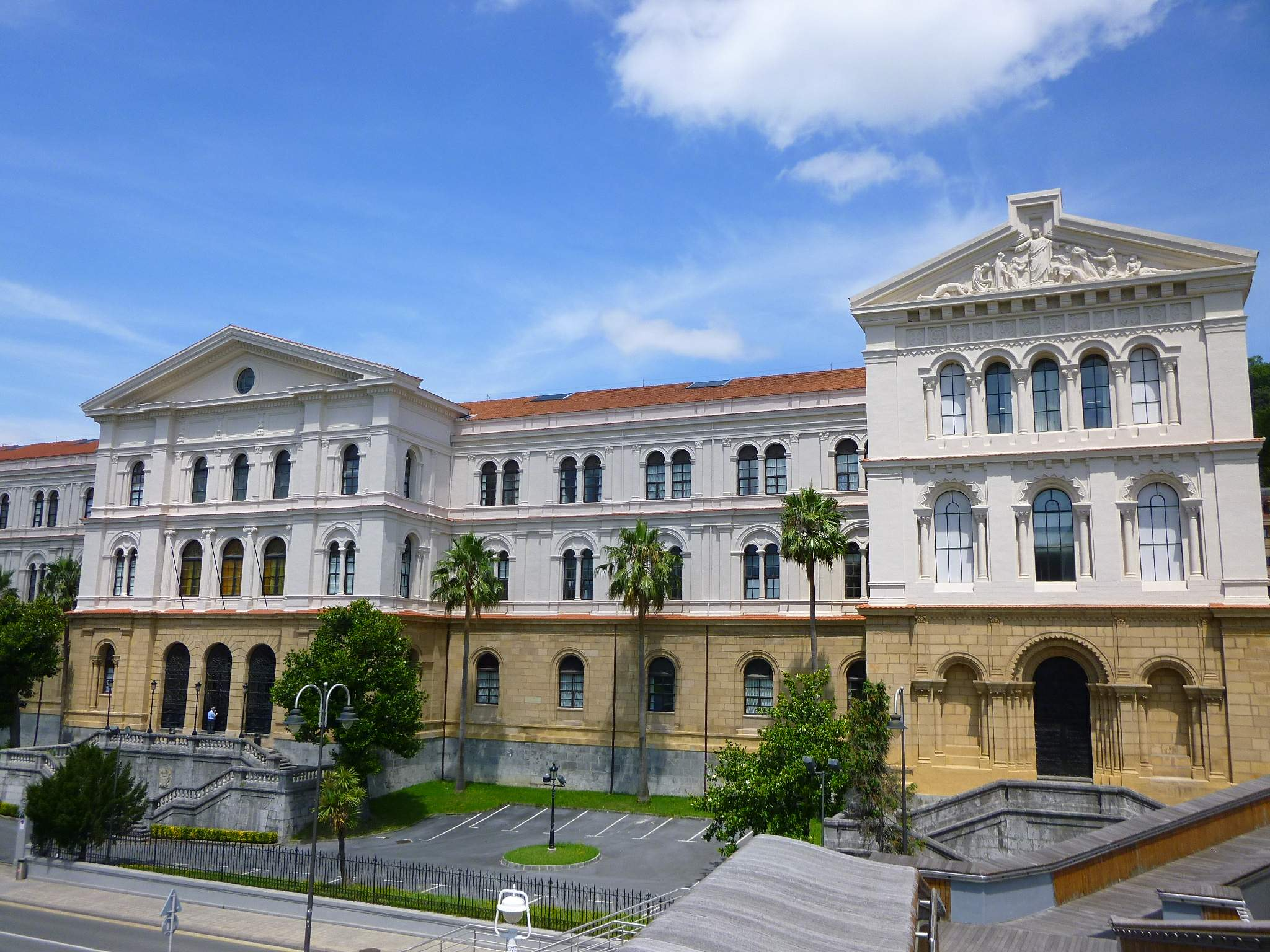
Universidad de Deusto
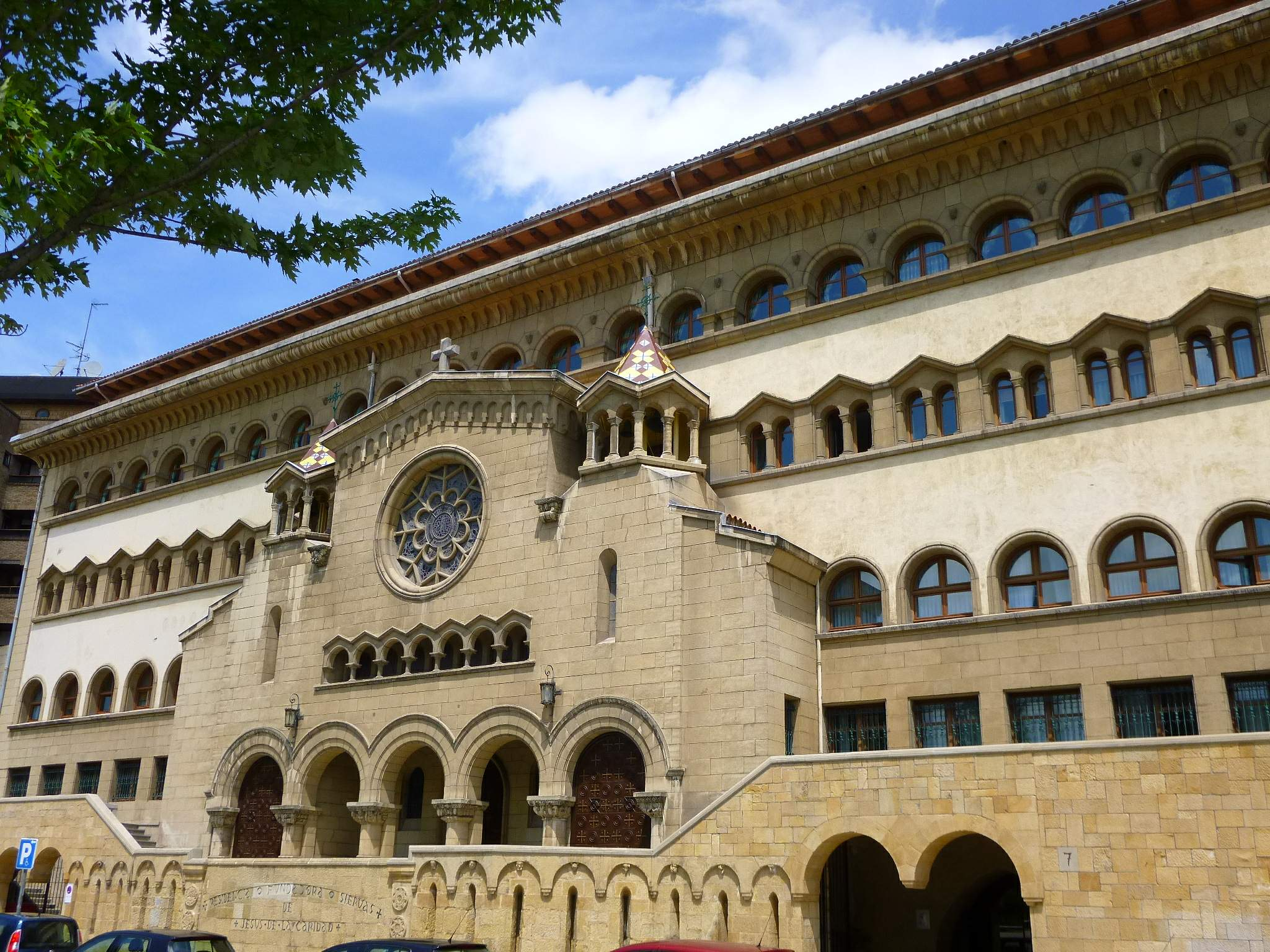
Residencia Fundadora Siervas de Jesús